# Motor Volvo B21
El Volvo  'B21'  es un motor de cuatro cilindros en línea utilizado por primera vez en la serie 200 de Volvo, destinado a reemplazar a la generación anterior B20. El  'B21'  y todos los motores derivados a menudo se denominan motores  bloque rojo  para la pintura roja aplicada al bloque motor. Las diferencias principales en comparación con el B20 fueron el cambio a un árbol de levas a la cabeza en lugar de la configuración anterior de árbol de levas lateral y varilla de empuje, y una tapa de cilindros de flujo cruzado construida en aluminio en reemplazo de la de hierro del B20.

## Historia
Inicialmente, las versiones del árbol de levas en cabeza se ofrecieron como equipo opcional en el 240, convirtiéndose en estándar en todos los mercados para el año modelo 1976. Los motores del árbol de levas en cabeza estaban disponibles en desplazamientos de 2.0 (B19 y B200), 2.1 (B21) y, eventualmente, 2.3 (B23 y B230) litros. El B21 contó con diámetros de 80 mm (3,1 pulgadas; 3,1 pulgadas), y 92 mm (3,6 pulgadas; 3,6 pulgadas). En los EE. UU., la potencia de salida del B21 osciló entre 98 HP (73 kilovatios; 99 caballos de vapor) y 107 HP (80 kilovatios; 108 caballos de vapor), según las variaciones en la relación de compresión y normalmente se suministra con un árbol de levas B o M.
Los motores están inclinados aproximadamente 15 grados a la izquierda (lado de escape) para dejar espacio para los sistemas de inyección más complicados. Los bloques B19 y B21 se pueden identificar mediante los tapones de agua en un lado del bloque. Los bloques B23 los tienen en ambos lados. El árbol de levas es accionado por una correa dentada que es accionada por el cigüeñal. La correa también acciona el eje intermedio, que a su vez mueve la bomba de aceite, el distribuidor (en los motores 240 y los motores de la serie BXX 700/900) y la bomba de combustible de los modelos de carburador. Todas las versiones de un solo árbol de levas del motor tienen un diseño de "no interferencia", lo que significa que la falla de la correa dentada no causará daños al motor.
En 1981, el B21FT, un B21F con un turbo, se introdujo con una relación de compresión de 7.5:1 acoplado con un turbocompresor Garrett T3. Las variantes de turbo adicionales, no ofrecidas en el mercado de los Estados Unidos, fueron B19ET y B21ET, basadas en B19E y B21E, respectivamente. El turbocompresor incrementó la potencia de salida a 127 HP (95 kilovatios; 129 caballos de vapor) para el B21FT, y 155 HP (116 kilovatios; 157 caballos de vapor) para el B21ET, aumentando la presión de soplado a 6,5 psi (0,5 bares) en el B21FT y 9 psi (0,6 bares) en el B21ET. Otra novedad para el año modelo 1981 en Canadá (previamente introducida en 1979 fuera de América del Norte) fue la B23, con un desplazamiento de 2.3 litros (diámetro de 80 mm (3,15 pulgadas) y carrera de 96 mm (3,78 pulgadas)). Excepto por el aumento en el diámetro, el motor es idéntico al B21. Volvo usó un molde ligeramente diferente para los motores turbo para crear una línea de retorno de aceite desde el turbo. Debido a que un motor sobrealimentado tiene una temperatura de operación más alta, se incorporaron válvulas de escape rellenas de sodio y un radiador de aceite controlado por termostato.
En 1983, el B23 se introdujo en el mercado de los Estados Unidos como un motor B23F. También introducido en 1983, se introdujo el intercooler (IBS) para los motores B21FT. El kit IBS consistió en un intercooler, conductos apropiados, una nueva cubierta de ventilador, nuevas líneas de enfriador de aceite y soportes de montaje, y opcionalmente un kit de transmisión automática. IBS elevó la potencia del B21FT a 157 HP (117 kilovatios; 159 caballos de vapor), un poco más que el B21ET para el mercado europeo (sin intercooler) de 155 HP (116 kilovatios; 157 caballos de vapor). Canadá también recibió el B21FT, junto con el B23E en 1983.
A mediados del año modelo 1984, el IBS se convirtió en estándar en los Volvo 240 turbo de América del Norte. Además, se incluyeron un embrague más grande y un volante de doble masa. Combinado con los cambios en el sistema de combustible en 1984 que aumentaron los caballos de potencia del B21FT a 131 HP (98 kilovatios; 133 caballos de vapor), la calificación del modelo de potencia en potencia del modelo con intercooler 1984.5 aumentó a 162 HP (121 kilovatios; 164 caballos de vapor).
En 1985 se introdujo un diseño revisado de "baja fricción", denominado B200 y B230 (según el desplazamiento). Varios componentes tuvieron cambios de diseño, varillas más largas (152 mm (6 pulgadas; 6 pulgadas) cc, 7 mm (0,3 pulgadas; 0,3 pulgadas) más largos), pistones con una altura de compresión más baja, cojinetes de menor fricción (de menor tamaño), un cigüeñal con 8 contrapesos (en lugar de 4 en los motores Bxx más antiguos) y un balanceador armónico pesado (también conocido como amortiguador) en la polea del cigüeñal. 1989 vio una actualización al cigüeñal, con un cojinete de empuje axial reubicado al número 5, cojinetes principales más grandes, las varillas se agrandaron a 13 mm (0,5 pulgadas; 0,5 pulgadas) de 9 mm (0,4 pulgadas; 0,4 pulgadas) en 1990. También se introdujeron en 1989 16 válvulas, dos variantes de levas de B200 y B230, denominadas B204 y B234 respectivamente. El B204 también estaba disponible en forma de turbo en algunos mercados (como Italia) donde los motores de gran desplazamiento se gravaban fuertemente. Se presentó en dos versiones: el turbo motor B204GT funciona con una sonda lambda resistente al plomo y genera aproximadamente 200 HP (149 kilovatios; 203 caballos de vapor). El B204FT tiene un convertidor catalítico y genera 185 HP (138 kilovatios; 188 caballos de vapor). Ambos fueron los primeros bloques estándar equipados con agua para enfriar los pistones. Cigüeñal, biela y pistones todos forjados. Las válvulas de escape estaban rellenas de sodio para un funcionamiento más frío. Tiene válvulas más pequeñas y resortes de válvula más rígidos que n / a 16V. El par de arranque es 290 Nm a 2950 rpm para el GT. Otras diferencias con el motor de bloque rojo de 16 V es que utiliza un filtro de aceite montado a distancia (lejos del bloque en el montaje del motor del lado del escape) y una bandeja de ventilación.
Para los motores B230 de 1993, se agregaron chorros de enfriamiento de pistón y aceite para ayudar a aliviar los problemas de golpeteo de pistón en los motores turbo. Otra modificación fue pasar de una correa dentada cuadrada dentada a una configuración de la correa dentada redonda para un funcionamiento más silencioso.
Los últimos bloques rojos se hicieron en 1998, cuando el modelo 940 se descontinuó en Europa, aunque el 940 se descontinuó en 1995 en América del Norte.

## Nomenclatura
El B21, y los motores de bloques rojos relacionados, fueron nombrados usando la siguiente convención: B ## X o B ## VX. Donde B significa "bencina" (gasolina), ## representa el desplazamiento en decilitros, y X es un sufijo apropiado. En los últimos motores de baja fricción, V denota la configuración SOHC (0) o la configuración DOHC (4, para 4 válvulas por cilindro).
Ejemplo: B230 (SOHC, 2.3 litros), B234 (2.3 litres, DOHC * 4 válvulas por cilindro * 4 cilindros = 16 válvulas)
Los siguientes sufijos fueron utilizados comúnmente por Volvo:
| A      | Compresión estándar, un solo carburador (Pierburg 175 CDSU) y cebador manual                                |
| B      | Alta compresión, con carburadores dobles (Zenith-Stromberg o SU)                                            |
| E      | Alta compresión, sin catalizador, inyección mecánica de combustible Bosch K-Jetronic                        |
| BxxET  | Inyección mecánica de combustible Bosch K-Jetronic y turbocompresor                                         |
| B2xxET | Inyección electrónica de combustible Bosch Motronic y turbocompresor                                        |
| F      | Baja compresión                                                                                             |
| K      | Compresión estándar, un solo carburador (Solex) y cebador automático                                        |
| G      | Inyección de combustible Bosch LH-Jetronic 2.4, algunos modelos sin sensor de oxígeno                       |
| FB     | Versión de baja compresión del B230F (9.3:1) y culata "531". Inyección de combustible Bosch LH-Jetronic 2.4 |
| FX     | Similar al FB pero con distribuidor montado sobre bloque motor (en lugar de la cabeza de cilindros)         |
| FD     | B230F con recirculación de gases de escape (EGR) e inyección adicional de aire                              |
| FK     | Similar al FT pero con turbo de baja presión a 4 psi (0,3 bares)                                            |
| FT     | Compresión 8.7:1 (pistones de cabeza plana), turbocompresor e inyección de combustible Bosch LH-Jetronic    |
| FTX    | Similar al FT pero con mayor potencia (190 CV (140 kilovatios) en el B230FTX)                               |

## Aplicaciones
- Volvo 240
- Volvo 740
- Volvo 940
- Volvo 960

## Versiones especiales

### B17
Versión especial para ciertos mercados de exportación europeos (Grecia, Israel) con una carrera más corta que el B19. Diámetro y carrera de 88,9 mm (3,50 pulgadas), para una cilindrada de 1794 cm³.

### B19 Turbo
El 1.196 cc 100 kW (136 caballos de vapor; 136 caballos de vapor) B19ET se vendió en ciertos mercados donde los motores de más de 2 litros de desplazamiento estaban gravados, como Italia. El motor tiene la misma carrera que todos los otros bloques rojos, el desplazamiento más pequeño es el resultado de un orificio más pequeño con un diámetro y carrera de 88,9 mm (3,50 pulgadas) x 80 mm (3,15 pulgadas). Es un motor muy robusto con pistones forjados (fabricado por Kolbenschmidt). El B19 más tarde se convirtió en el motor de baja fricción B200.

### B23 Turbo
Los motores B23ET y B23FT se ofrecieron por dos años solo en las series Volvo 700 de 1983 y 1984. Tanto el B23ET como el B23FT son algo inusuales en la serie 700, ya que fueron los únicos turbo motores ofrecidos en la serie 700 con un distribuidor montado en bloque, pistones forjados y un cigüeñal forjado. El B23ET fue el único bloque rojo que se sabe está equipado con una versión pequeña de paso de refrigerante de la culata 405 de flujo más alto, el FT tuvo que conformarse con la cabeza normal de 398. Como estos motores son anteriores a los turbos B200 y B230 de baja fricción y están equipados con pistones y bielas forjadas, a menudo se los considera uno de los turbo motores Volvo más robustos.

### Variantes de 16 válvulas

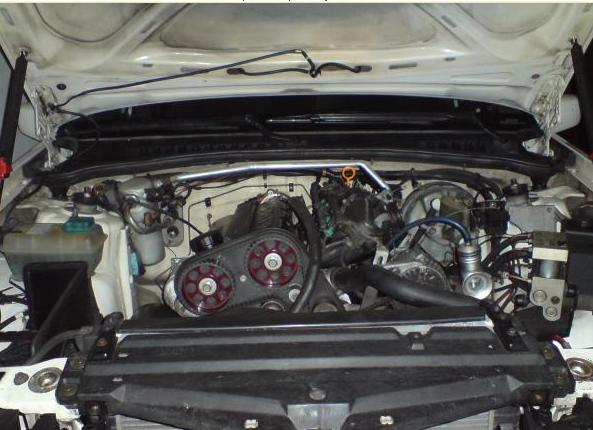
B204GT en un Volvo 960

Presentado en 1989 para el 740 GLE (y más tarde utilizado en el 940/960), los motores Redblock de 16 válvulas se ofrecieron en un Turbo de 2.0 litros (B204FT / GT) y un 2.3 litros de 154 HP (115 kilovatios) versión con aspiración natural (B234F). El cabezal fue diseñado para Volvo por Porsche. Además del cabezal de 16 válvulas, estos motores estaban equipados con dos ejes de balanceo externos y el propio bloque del motor difiere de la variante de 8 válvulas. El bloque difería del estándar B230 en que el eje auxiliar (usado para impulsar la bomba de aceite y el distribuidor en los modelos que lo tienen montado en el bloque) fue reemplazado por una bomba de aceite externa. El cabezal de 16 válvulas era en sí mismo un diseño completamente nuevo para Volvo: tenía un diseño de múltiples piezas con un soporte de leva separado y una sección inferior. Los motores "bloque blanco" posteriores pueden rastrear el diseño de su cabeza hasta la configuración de dos piezas que se encuentra en el B204 y B234. La variante de 2.0 litros turbo se introdujo para los mercados europeos con estructuras impositivas vinculadas a la cilindrada del motor, como Italia. Único para el B204 turbo era un pirómetro de gases de escape que se utilizaba para detectar temperaturas de escape excesivamente altas. Cuando se detectaron temperaturas de escape excesivamente altas, la computadora de inyección de combustible enriquecería la mezcla. Tiene un cigüeñal forjado, pistones fundidos y bielas de 13 mm (0,5 pulgadas).
Aunque era un motor potente para su época, el motor de 16 válvulas puede experimentar algunos problemas que pueden resolverse fácilmente. Uno de los pocos problemas es el de los engranajes de la bomba de aceite que conduce a roturas en la correa dentada. El engranaje de la bomba de aceite puede fallar alrededor de la brida de montaje o, más a menudo, el perno débil de grado 8.8 (grado 5) que sujeta el engranaje puede romperse. Se recomienda encarecidamente utilizar un perno de grado 10.9 (grado 8) al reemplazar el engranaje de la bomba de aceite. Otra causa de la falla de la correa de distribución es el ajuste incorrecto de la correa de distribución en los motores con un tensor manual (solo modelos de 1989 a principios de 1990) o el ajuste incorrecto de la correa del eje de balance. Debido a que este es un motor de interferencia, se producirá daño si falla la correa dentada. Otra ocurrencia común es que los sellos de aceite del eje de la balanza son propensos a gotear en motores más viejos. Los nuevos sellos de reemplazo tienden a comenzar a gotear nuevamente debido a "desgastes en irregularidades" en el propio eje. Muchas personas han retirado la correa del eje de la balanza o los conjuntos del eje de la balanza por completo para evitar el fallo de la correa y / o las fugas. Los ejes de balance solo están allí para disminuir las vibraciones de segundo orden de rpm altas, y su eliminación solo afectará las vibraciones de rpm altas. Una vez que se resuelven todos los problemas comunes, los 16 motores de válvulas son tan confiables como sus homólogos de SOHC.
El intervalo recomendado de la correa de distribución para estos motores es cada 50 000 mi (80 467 kilómetros), o antes si se modifica el motor. También se recomienda reemplazar los sellos del cigüeñal y del árbol de levas en cada intervalo e inspeccionar minuciosamente el tensor y las poleas intermedias en busca de desgaste.

### Volvo Penta
Volvo Penta también vendió los bloques rojos de OHC como motores marinos, al igual que los motores OHV más antiguos. Dependiendo del modelo, el desplazamiento fue de 2127 (como B21), 2316 cc (igual que B23 / B230 automotriz) o 2490 cc. Los motores con 2490 cc de desplazamiento, identificados como los modelos Volvo Penta AQ151 (8 válvulas) y AQ171 (dohc 16 válvulas), obtuvieron un cigüeñal forjado con una carrera más larga de 86 mm (3,39 pulgadas) junto con pistones con un 3 mm (0,1 pulgadas; 0,1 pulgadas) menor altura de compresión. Los bloques de 2490 cc todavía tenían B230 fundido en el bloque. Penta utilizó las culatas de los cilindros de 8 válvulas y 16 válvulas. Tanto las variantes de 8V como las de 16V usaron la misma serie de bloques de motor, las versiones de 16V no usaron bloques diferentes como el B2x4 automotriz con ejes de balance.
- Datos: Q7941335
- Multimedia: Volvo redblock ohc engine / Q7941335